# Хирнето
Хирнето је личност из грчке митологије.

## Митологија
Била је кћерка аргивског краља Темена и Дејфонтова супруга. Темен је њу волео више од својих синова, па је наменио престо њој и њеном супругу, а чак је поставио Дејфонта за свештеника и војсковођу. Зато су га синови убили. У томе није учествовао само најмлађи брат. Грађани Арга су протерали убице и предали престо Дејфонту и Хирнето. Теменови синови су ипак касније успели да заузму престо Арга, те је Дејфонт био принуђен да са супругом и њеним најмлађим братом пребегне у Епидаур. Међутим, то им није било довољно, већ су желели да се освете зету и зато су одлучили да га одвоје од Хирнето. Двојица од њих, Керин и Фалк су отишли у Епидаур и послали гласнике са молбом да њихова сестра разговара са њима. Она је прихватила, па су они почели да је наговарају да се преуда за моћнијег и богатијег човека. Пошто је њихов предлог са гнушањем одбила, они су је одвели силом. Дејфонт се дао у потеру и успео је да убије Керина, али не и Фалка, који се заклонио иза сестре. Она је била бременита и пошто ју је брат толико стегао, она се угушила. Несрећни Дејфонт је своју младу супругу сахранио у маслињаку недалеко од Епидаура. Одавали су јој божанске почасти. Њен гроб је приказиван у Епидауру и на Аргосу. Заправо, она је сахрањена на Аргосу, али је њој било посвећено и место где је умрла. О њој су писали Аполодор и Паусанија. Према Аполодору, Дејфонтова и Хирнетина деца су били Антимен, Ксантип, Аргеј и Орсобија.